# یواس‌اس کپرتون (دی‌دی-۶۵۰)
یواس‌اس کپرتون (دی‌دی-۶۵۰) (به انگلیسی: USS Caperton (DD-650)) یک کشتی بود که طول آن ۱۱۴٫۷ متر (۳۷۶ فوت) بود. این کشتی در سال ۱۹۴۳ ساخته شد.